# Xã Grimes, Quận Cerro Gordo, Iowa
Xã Grimes (tiếng Anh: Grimes Township) là một xã thuộc quận Cerro Gordo, tiểu bang Iowa, Hoa Kỳ. Năm 2010, dân số của xã này là 830 người.